# 山川賢信
山川賢信，日本戰國時代江戶時代初期之武將，生卒年不詳。又名富塚小平二、富塜帶刀。伊達氏家臣、富塜信綱之弟。
關原之戰時奮戰上杉景勝軍而立下戰功，但之後離開伊達家，改名為山川賢信進入大坂城。
大坂冬之陣時，在後藤又兵衛的麾下守備八丁目口。
大坂夏之陣時，曾參與了道明寺之戰，戰後和北川宣勝一起逃到八幡瀧本坊隱姓埋名，之後向德川幕府自首。德川家康予以免罪，成為平戶城松浦隆信的家臣。
亦有說法認為他在道明寺之役即已戰死。